# Riczky
Riczky (ukr. Річки) – wieś na Ukrainie, w obwodzie sumskim, w rejonie sumskim, siedziba hromady. W 2001 liczyła 2126 mieszkańców, spośród których 2069 wskazało jako ojczysty język ukraiński, 50 rosyjski, 6 białoruski, a 1 inny.

## Urodzeni
- Stiepan Suprun